# Garra imberba
Garra imberba är en fiskart som beskrevs av Garman 1912. Garra imberba ingår i släktet Garra och familjen karpfiskar. IUCN kategoriserar arten globalt som otillräckligt studerad. Inga underarter finns listade i Catalogue of Life.